# Črneška Gora
Črneška Gora este o localitate din comuna Dravograd, Slovenia, cu o populație de 57 de locuitori.